# Lista de filmes perdidos (1920-24)
Esta é uma lista de  filmes perdidos que foram lançados de 1920 até 1924.
| Ano  | Filme                                                        | Diretor                                       | Elenco                                                                                    | Notas | Ref           |
| ---- | ------------------------------------------------------------ | --------------------------------------------- | ----------------------------------------------------------------------------------------- | --- | ------------- |
| 1920 | Abend - Nacht - Morgen (Evening – Night – Morning)           | F. W. Murnau                                  | Gertrude Welcker, Bruno Ziener, Conrad Veidt                                              | | [ 1 ]         |
| 1920 | The Amazing Quest of Mr. Ernest Bliss                        | Henry Edwards                                 | Henry Edwards, Chrissie White                                                             | Na lista BFI "75 Most Wanted" de filmes perdidos. Acredita-se que a última cópia tenha sido destruída em uma fogueira durante a Segunda Guerra Mundial por Edwards e White pois estocá-lo seria um perigo de incêndio. | [ 2 ] [ 3 ]   |
| 1920 | Anna the Adventuress                                         | Cecil M. Hepworth                             | Alma Taylor                                                                               | Taylor atua como gêmeos idênticos. |               |
| 1920 | Bride 13                                                     | Richard Stanton                               | Marguerite Clayton, John B. O'Brien                                                       | Seriado em 15 partes. |               |
| 1920 | The Brute                                                    | Oscar Micheaux                                | Evelyn Preer                                                                              | |               |
| 1920 | Der Bucklige und die Tänzerin (The Hunchback and the Dancer) | F. W. Murnau                                  | Sascha Gura, John Gottowt                                                                 | | [ 4 ]         |
| 1920 | The Devil's Pass Key                                         | Erich von Stroheim                            | Leo White, Mae Busch                                                                      | A representação negativa dos americanos levou alguns a sugerir Stroheim fosse deportado dos Estados Unidos. |               |
| 1920 | The Dragon's Net                                             | Henry MacRae                                  | Marie Walcamp, Harland Tucker                                                             | Seriado de aventura em 12 episódios. |               |
| 1920 | Fantômas                                                     | Edward Sedgwick                               | Edward Roseman, Edna Murphy                                                               | Seriado americano em 20 capítulos. |               |
| 1920 | The Fatal Sign                                               | Stuart Paton                                  | Claire Anderson, Harry Carter                                                             | Seriado em 14 episódios. |               |
| 1920 | The Flaming Disc                                             | Robert F. Hill                                | Elmo Lincoln, Louise Lorraine                                                             | Seriado em 18 episódios. |               |
| 1920 | The Girl in Number 29                                        | John Ford                                     | Frank Mayo                                                                                | |               |
| 1920 | Hitchin' Posts                                               | John Ford                                     | [Frank Mayo]]                                                                             | |               |
| 1920 | The Invisible Ray                                            | Harry A. Pollard                              | Ruth Clifford, Jack Sherrill                                                              | Seriado em 15 episódios. |               |
| 1920 | Der Januskopf (The Head of Janus)                            | F. W. Murnau                                  | Conrad Veidt, Magnus Stifter, Margarete Schlegel                                          | Adaptação do livro Strange Case of Dr Jekyll and Mr Hyde. | [ 5 ]         |
| 1920 | King of the Circus                                           | J. P. McGowan                                 | Eddie Polo, Corrine Porter                                                                | Seriado em 18 episódios. |               |
| 1920 | The $1,000,000 Reward                                        | George Lessey                                 | Coit Albertson                                                                            | Seriado em 15 episódios. |               |
| 1920 | Il mostro di Frankenstein                                    | Eugenio Testa                                 | Luciano Albertini, Umberto Guarracino                                                     | O terceiro filme baseado no romance Frankenstein e porvavelmente o primeiro filme de ficção científica/terror italiano. Severamente editado pelo conselho de censura antes versão final.                               | [ 6 ] [ 7 ]   |
| 1920 | The Paliser Case                                             | William Parke                                 | Pauline Frederick                                                                         | | [ 8 ]         |
| 1920 | Passion's Playground                                         | J. A. Barry                                   | Katherine MacDonald, Norman Kerry, Nell Craig                                             | |               |
| 1920 | Pirate Gold                                                  | George B. Seitz                               | Marguerite Courtot, George B. Seitz                                                       | Seriado em 10 partes. |               |
| 1920 | The Prince of Avenue A                                       | John Ford                                     | James J. Corbett, Richard Cummings                                                        | |               |
| 1920 | Remodeling Her Husband                                       | Lillian Gish                                  | Dorothy Gish, James Rennie                                                                | O único filme que Lillian Gish dirigiu. |               |
| 1920 | The Revenge of Tarzan                                        | Harry Revier, George M. Merrick               | Gene Pollar                                                                               | O terceiro filme de Tarzan produzido. | [ 9 ]         |
| 1920 | The Screaming Shadow                                         | Ben F. Wilson, Duke Worne                     | Ben F. Wilson, Neva Gerber                                                                | Seriado em 15 episódios. |               |
| 1920 | The Shadow of Lightning Ridge                                | Wilfred Lucas                                 | Snowy Baker, Agnes Vernon                                                                 | |               |
| 1920 | A Slave of Vanity                                            | Henry Otto                                    | Pauline Frederick                                                                         | | [ 10 ]        |
| 1920 | A Son of David                                               | Hay Plumb                                     | Poppy Wyndham, Ronald Colman, Arthur Walcott                                              | |               |
| 1920 | Thunderbolt Jack                                             | Francis Ford, Murdock MacQuarrie              | Jack Hoxie, Marin Sais                                                                    | Seriado em 10 partes. |               |
| 1920 | Trailed by Three                                             | Perry N. Vekroff                              | Stuart Holmes, Frankie Mann                                                               | Seriado em 15 partes. |               |
| 1920 | Treasure Island                                              | Maurice Tourneur                              | Shirley Mason, Charles Ogle, Lon Chaney                                                   | A cara produção do romance de Stevenson, supostamente com algumas sequências em cores. |               |
| 1920 | The Vanishing Dagger                                         | Edward A. Kull, John F. Magowan, Eddie Polo   | Eddie Polo, Thelma Percy                                                                  | Seriado em 18 partes. |               |
| 1920 | Vanishing Trails                                             | Leon De La Mothe                              | Franklyn Farnum, Mary Anderson                                                            | Seriado em 15 partes. |               |
| 1920 | Wuthering Heights                                            | A.V. Bramble                                  | Milton Rosmer, Colette Brettel, Warwick Ward                                              | Primeira adaptação de O Morro dos Ventos Uivantes. |               |
| 1921 | Action                                                       | John Ford                                     | Hoot Gibson                                                                               | |               |
| 1921 | The Adventures of Mr. Pickwick                               | Thomas Bentley                                | Frederick Volpe, Mary Brough, Bransby Williams                                            | Na lista BFI 75 Most Wanted. | [ 11 ]        |
| 1921 | Appearances                                                  | Donald Crisp                                  | David Powell                                                                              | |               |
| 1921 | The Avenging Arrow                                           | William Bowman, W. S. Van Dyke                | John Big Tree                                                                             | |               |
| 1921 | Bits of Life                                                 | Marshall Neilan                               | Lon Chaney, Noah Beery, Sr., Anna May Wong                                                | Primeiro filme de antologia. |               |
| 1921 | The Blue Mountains Mystery                                   | Raymond Longford, Lottie Lyell                | Marjorie Osborne, John Faulkner                                                           | |               |
| 1921 | Dangerous Lies                                               | Paul Powell                                   | David Powell                                                                              | Alfred Hitchcock é creditado como designer dos títulos (créditos). |               |
| 1921 | Desperate Trails                                             | John Ford                                     | Harry Carey                                                                               | |               |
| 1921 | Do or Die                                                    | J. P. McGowan                                 | Eddie Polo, Magda Lane                                                                    | Seriado em 18 episódios. |               |
| 1921 | Drakula halála (Dracula's Death ou The Death of Dracula)     | Károly Lajthay                                | Paul Askonas, Lene Myl                                                                    | Primeira ou segunda versão da estória de Drácula (a existência de um filme soviético de 1920 de nome Drakula é posta em dúvida); este filme húngaro precede Nosferatu em mais de um ano.                               | [ 12 ] [ 13 ] |
| 1921 | Experience                                                   | George Fitzmaurice                            | Richard Barthelmess, Lilyan Tashman, Marjorie Daw                                         | Alegoria em que todos os personagens são nomeados por uma certeza humana ou aproximação. |               |
| 1921 | Forever                                                      | George Fitzmaurice                            | Elsie Ferguson, Wallace Reid                                                              | Versão para cinema da peça de George du Maurier, Peter Ibbetson. |               |
| 1921 | The Freeze-Out                                               | John Ford                                     | Harry Carey                                                                               | |               |
| 1921 | The Great Reward                                             | Francis Ford                                  | Francis Ford, Ella Hall                                                                   | Seriado em 15 episódios. |               |
| 1921 | The Gunsaulus Mystery                                        | Oscar Micheaux                                | Evelyn Preer                                                                              | Inspirado no assassinato de Mary Phagan em 1913. |               |
| 1921 | Humor Risk                                                   | Richard Smith                                 | Irmãos Marx                                                                               | O primeiro filme dos Irmãos Marx. Se acredita que este curta-metragem de dois rolos não foi mostrado mais do que uma vez nos cinemas, se tanto.                                                                        | [ 14 ]        |
| 1921 | Hurricane Hutch                                              | George B. Seitz                               | Charles Hutchison                                                                         | Seriado em 15 episódios. |               |
| 1921 | The Jackeroo of Coolabong                                    | Wilfred Lucas                                 | Snowy Baker, Kathleen Key                                                                 | |               |
| 1921 | Jackie                                                       | John Ford                                     | Shirley Mason, William Scott                                                              | |               |
| 1921 | Know Thy Child                                               | Franklyn Barrett                              | Roland Conway, Nada Conrade, Lotus Thompson                                               | Filme de estreia de Thompson, nesta produção australiana. | [ 15 ]        |
| 1921 | Ladies Must Live                                             | George Loane Tucker                           | Betty Compson, Mahlon Hamilton, Leatrice Joy, John Gilbert                                | |               |
| 1921 | The Lotus Eater                                              | Marshall Neilan                               | John Barrymore, Colleen Moore                                                             | Cenas tropicais filmadas parcialmente em Ilha de Santa CAtalina e na Flórida. | [ 16 ]        |
| 1921 | The Narrow Valley                                            | Cecil Hepworth                                | Alma Taylor, George Dewhurst, James Carew                                                 | Na lista BFI 75 Most Wanted. | [ 17 ]        |
| 1921 | The Offenders                                                | Fenwicke L. Holmes                            | Margery Wilson, Percy Helton                                                              | |               |
| 1921 | Rudd's New Selection                                         | Raymond Longford                              | J. P. O'Neill, Tal Ordell, Lottie Lyell                                                   | |               |
| 1921 | The Secret Four                                              | Albert Russell, Perry N. Vekroff              | Eddie Polo, Kathleen Myers                                                                | Seriado em 15 episódios. |               |
| 1921 | Sehnsucht (Desire)                                           | F. W. Murnau                                  | Conrad Veidt                                                                              | | [ 18 ]        |
| 1921 | Sentimental Tommy                                            | John S. Robertson                             | Gareth Hughes                                                                             | Um dos maiores sucessos da Paramount em 1921. |               |
| 1921 | The Sky Ranger                                               | George B. Seitz                               | George B. Seitz, June Caprice                                                             | Seriado em 15 episódios. |               |
| 1921 | Terror Trail                                                 | Edward A. Kull                                | Eileen Sedgwick, George Larkin                                                            | Seriado em 18 episódios. |               |
| 1921 | Uncharted Seas                                               | Wesley Ruggles                                | Alice Lake, Carl Gerard, Rodolfo Valentino                                                | |               |
| 1921 | The Wallop                                                   | John Ford                                     | Harry Carey                                                                               | |               |
| 1921 | Winners of the West                                          | Edward Laemmle                                | Art Acord Myrtle Lind                                                                     | Seriado em 18 episódios. |               |
| 1922 | The Beautiful and Damned                                     | William A. Seiter                             | Kenneth Harlan, Marie Prevost                                                             | Segundo romance de F. Scott Fitzgerald (Belos e Malditos), adaptado e produzido pela Warner Bros. Seis cartões de entrada ainda existem.                                                                               | [ 19 ]        |
| 1922 | Brawn of the North                                           | Laurence Trimble, Jane Murfin                 | Irene Rich, Strongheart (cachorro)                                                        | |               |
| 1922 | A Blind Bargain                                              | Wallace Worsley                               | Lon Chaney                                                                                | Negativo destruído pela MGM em 1931. Última cópia sobrevivente perdida em um incêndio em 1967 na MGM. |               |
| 1922 | Clarence                                                     | William C. deMille                            | Wallace Reid Adolphe Menjou                                                               | |               |
| 1922 | In the Days of Buffalo Bill                                  | Edward Laemmle                                | Art Acord, Duke R. Lee                                                                    | Seriado de Western em 18 episódios. |               |
| 1922 | Little Miss Smiles                                           | John Ford                                     | Shirley Mason, Gaston Glass                                                               | |               |
| 1922 | Nan of the North                                             | Duke Worne                                    | Ann Little, Tom London                                                                    | Seriado em 15 episódios. |               |
| 1922 | One Glorious Day                                             | James Cruze                                   | Will Rogers                                                                               | Possibilidade de uma cópia em nitrato sobrevivente em um arquivo de filmes Europeu. |               |
| 1922 | Perils of the Yukon                                          | Jay Marchant, J. P. McGowan, Perry N. Vekroff | William Desmond, Laura La Plante                                                          | Seriado em 15 episódios. |               |
| 1922 | The Power of Love                                            | Henry MacRae                                  | Elliot Sparling, Barbara Bedford, Noah Beery, Aileen Manning, Albert Prisco, John Herdman | O primeira longa-metragem em 3D está perdido. O destino da versão em 2D de 1923, com o título de Forbidden Lover é desconhecida.                                                                                       | [ 20 ]        |
| 1922 | Quincy Adams Sawyer                                          | Clarence G. Badger                            | John Bowers, Blanche Sweet, Lon Chaney, Barbara La Marr                                   | |               |
| 1922 | A Rough Passage                                              | Franklyn Barrett                              | Stella Southern, Hayford Hobbs                                                            | |               |
| 1922 | Silver Wings                                                 | Edwin Carewe, John Ford                       | Mary Carr, Lynn Hammond                                                                   | |               |
| 1922 | Trifling Women                                               | Rex Ingram                                    | Barbara La Marr, Ramón Novarro                                                            | |               |
| 1922 | The Virgin of the Seminole                                   | Oscar Micheaux                                |                                                                                           | |               |
| 1922 | The Wise Kid                                                 | Tod Browning                                  | Gladys Walton, David Butler                                                               | |               |
| 1922 | With Stanley in Africa                                       | William James Craft, Edward A. Kull           | George Walsh, Louise Lorraine                                                             | Seriado em 18 capítulos. |               |
| 1923 | Around the World in Eighteen Days                            | B. Reeves Eason, Robert F. Hill               | William Desmond, Laura La Plante                                                          | Seriado em 12 partes. |               |
| 1923 | Die Austreibung (The Expulsion)                              | F. W. Murnau                                  | Carl Goetz                                                                                | | [ 21 ]        |
| 1923 | The Courtship of Miles Standish                              | Frederick Sullivan                            | Charles Ray                                                                               | Produção do ator falido Charles Ray que quase encerrou sua carreira no cinema. Um réplica em tamanho real do navio Mayflower foi construída para este filme.                                                           |               |
| 1923 | The Daring Years                                             | Kenneth Webb                                  | Mildred Harris, Charles Emmett Mack, Clara Bow                                            | | [ 22 ]        |
| 1923 | The Eternal City                                             | George Fitzmaurice                            | Lionel Barrymore, Barbara La Marr, Bert Lytell                                            | Parcialmente filmado em Roma. |               |
| 1923 | The Face on the Bar-Room Floor                               | John Ford                                     | Henry B. Walthall, Ruth Clifford                                                          | |               |
| 1923 | The Fighting Skipper                                         | Francis Ford                                  | Peggy O'Day, Jack Perrin                                                                  | Seriado de aventura em 15 partes. |               |
| 1923 | The Ghost City                                               | Jay Marchant                                  | Pete Morrison                                                                             | |               |
| 1923 | Hollywood                                                    | James Cruze                                   |                                                                                           | Dezenas de participações especiais de estrelas do cinema mudo, atuando como eles próprios, incluindo Mary Pickford, Douglas Fairbanks, Gloria Swanson, Will Rogers, Mary Astor, Cecil B. DeMille e Charlie Chaplin.    | [ 23 ]        |
| 1923 | Hoodman Blind                                                | John Ford                                     | David Butler, Gladys Hulette                                                              | |               |
| 1923 | Human Wreckage                                               | John Griffith Wray                            | Dorothy Davenport, Bessie Love                                                            | Um dos primeiros retratos da dependência de drogas (até então um assunto tabu), baseado no ator Wallace Reid, marido de Davenport.                                                                                     |               |
| 1923 | Lily of the Alley                                            | Henry Edwards                                 | Henry Edwards, Chrissie White                                                             | Na lista BFI 75 Most Wanted. |               |
| 1923 | The Oregon Trail                                             | Edward Laemmle                                | Art Acord, Louise Lorraine                                                                | Seriado de western em 18 episódios. |               |
| 1923 | Paddy the Next Best Thing                                    | Graham Cutts                                  | Mae Marsh, Darby Foster, Lilian Douglas                                                   | |               |
| 1923 | The Phantom Fortune                                          | Robert F. Hill                                | William Desmond, Esther Ralston                                                           | Seriado em 12 episódios. |               |
| 1923 | Ruth of the Range                                            | Ernest C. Warde                               | Ruth Roland, Bruce Gordon, Lorimer Johnston                                               | Seriado em 15 episódios. |               |
| 1923 | The Santa Fe Trail                                           | Ashton Dearholt, Robert Dillon                | Jack Perrin, Neva Gerber                                                                  | Seriado de western em 15 episódios. |               |
| 1923 | St. Elmo                                                     | Jerome Storm                                  | John Gilbert, Barbara La Marr, Bessie Love                                                | |               |
| 1923 | The Social Buccaneer                                         | Robert F. Hill                                | Jack Mulhall, Margaret Livingston                                                         | Seriado em 10 episódios. |               |
| 1923 | Three Jumps Ahead                                            | John Ford                                     | Tom Mix, Alma Bennett                                                                     | |               |
| 1923 | Vanity Fair                                                  | Hugo Ballin                                   | Mabel Ballin                                                                              | Produzido por Samuel Goldwyn com sequências em Prizmacolor. |               |
| 1923 | La voyante (The Clairvoyant)                                 | Leon Abrams, Louis Mercanton                  | Sarah Bernhardt, Georges Melchior, Harry Baur                                             | Esta foi a última performance de Bernhardt, e feito enquanto estava mortalmente doente. Alega-se que a Cinémathèque Française tenha uma cópia.                                                                         |               |
| 1923 | Where the Pavement Ends                                      | Rex Ingram                                    | Ramón Novarro, Alice Terry                                                                | Filmado na Flórida e Cuba. |               |
| 1923 | Woman to Woman                                               | Graham Cutts                                  | Betty Compson                                                                             | O diretor assistente foi Alfred Hitchcock. |               |
| 1923 | The World's Applause                                         | William C. deMille                            | Bebe Daniels                                                                              | |               |
| 1924 | The Alaskan                                                  | Herbert Brenon                                | Thomas Meighan, Estelle Taylor                                                            | Um dos primeiros papéis de Anna May Wong. |               |
| 1924 | Babbitt                                                      | Harry Beaumont                                | Willard Louis, Mary Alden, Carmel Myers                                                   | Primeira adaptação do romance Babbitt de Sinclair Lewis. |               |
| 1924 | The Dangerous Flirt                                          | Tod Browning                                  | Evelyn Brent, Edward Earle                                                                | |               |
| 1924 | Feet of Clay                                                 | Cecil B. DeMille                              | Rod La Rocque, Vera Reynolds, Julia Faye, Ricardo Cortez, William Boyd                    | Um dos filmes perdidos raros de DeMille. |               |
| 1924 | The Fortieth Door                                            | George B. Seitz                               | Allene Ray, Bruce Gordon                                                                  | Seriado em 10 episódios. |               |
| 1924 | Galloping Hoofs                                              | George B. Seitz                               | Allene Ray, Johnnie Walker                                                                | Seriado de western em 10 episódios. |               |
| 1924 | The Girl in the Limousine                                    | Larry Semon, Noel M. Smith                    | Oliver Hardy                                                                              | |               |
| 1924 | Gräfin Donelli                                               | Georg Wilhelm Pabst                           | Paul Hansen, Henny Porten                                                                 | |               |
| 1924 | Hearts of Oak                                                | John Ford                                     | Hobart Bosworth, Pauline Starke                                                           | |               |
| 1924 | Into the Net                                                 | George B. Seitz                               | Edna Murphy, Jack Mulhall                                                                 | Seriado em 10 episódios. |               |
| 1924 | Joe                                                          | Beaumont Smith                                | Arthur Tauchert, Marie Lorraine                                                           | Filme de estreia de Lorraine. |               |
| 1924 | Leatherstocking                                              | George B. Seitz                               | Edna Murphy, Harold Miller                                                                | Seriado em 10 episódios. |               |
| 1924 | Married Flirts                                               | Robert Vignola                                | Pauline Frederick, Mae Busch, Conrad Nagel                                                | | [ 24 ]        |
| 1924 | Merton of the Movies                                         | James Cruze                                   | Glenn Hunter, Viola Dana                                                                  | Nomeado pelo New York Times como um dos melhores filmes de 1924. |               |
| 1924 | Miami                                                        | Alan Crosland                                 | Betty Compson, Hedda Hopper                                                               | | [ 25 ]        |
| 1924 | Miss Suwanna of Siam                                         | Henry MacRae                                  | Sa-ngiam Navisthira, Yom Mongkolnat, Mongkol Sumonnat                                     | Materiais promocionais estão no Thailand National Film Archive. | [ 26 ]        |
| 1924 | My Husband's Wives                                           | Maurice Elvey                                 | Shirley Mason                                                                             | |               |
| 1924 | Pokhozdeniya Oktyabriny (The Adventures of Oktyabrina)       | Grigori Kozintsev, Leonid Trauberg            | Zinaida Torkhovskaya, Yevgeni Kumeiko                                                     | Filme soviético que, acredita-se, tenha sido destruído em um incêndio em 1925. |               |
| 1924 | Reveille                                                     | George Pearson                                | Betty Balfour                                                                             | Na lista BFI 75 Most Wanted. |               |
| 1924 | The Snob                                                     | Monta Bell                                    | John Gilbert, Norma Shearer, Conrad Nagel                                                 | |               |
| 1924 | So Big                                                       | Charles Brabin                                | Colleen Moore                                                                             | |               |
| 1924 | Ten Scars Make a Man                                         | William Parke                                 | Allene Ray, Jack Mower                                                                    | Seriado em 10 partes. |               |
| 1924 | Tess of the d'Urbervilles                                    | Marshall Neilan                               | Blanche Sweet, Conrad Nagel, Stuart Holmes                                                | |               |
| 1924 | Trouble Brewing                                              | James D. Davis, Larry Semon                   | Larry Semon, Carmelita Geraghty, Oliver Hardy                                             | |               |
| 1924 | The Way of a Man                                             | George B. Seitz                               | Allene Ray, Harold Miller                                                                 | Seriado com 10 episódios. |               |
| 1924 | White Man                                                    | Louis J. Gasnier                              | Alice Joyce, Kenneth Harlan, Walter Long                                                  | Clark Gable faz sua primeira aparição em um papel pequeno nesta aventura na selva. | [ 27 ]        |
| 1924 | Who Is the Man?                                              | Walter Summers                                | John Gielgud, Isobel Elsom                                                                | Estreia de Gielgud na tela. Na lista BFI 75 Most Wanted. | [ 28 ]        |
| 1924 | Wine                                                         | Louis J. Gasnier                              | Clara Bow, Robert Agnew, Walter Long (actor)                                              | Primeira papel principal de Clara Bow. | [ 29 ]        |
| 1924 | The Wolf Man                                                 | Edmund Mortimer                               | John Gilbert, Norma Shearer                                                               | |               |
| 1924 | Wolves of the North                                          | William Duncan                                | William Duncan, Edith Johnson                                                             | Seriado em 10 capítulos. |               |
| 1924 | The World of Wonderful Reality                               | Henry Edwards                                 | Henry Edwards, Chrissie White, James Lindsay, Henry Vibart                                | Última cópia conhecida deve ter sido destruída em uma fogueira durante a Segunda Guerra Mundial por Edwards e White pois estocá-lo poderia ser um perigo de incêndio.                                                  | [ 3 ]         |